# سراب (إيوان)
سراب (بالفارسية: سراب) هي مستوطنة تقع في Sarab Rural District في إيران. يقدر عدد سكانها بـ 1,522 نسمة .